# 小行星6451
小行星6451（英語：6451 Karnten）是一颗围绕太阳公转的小行星。1991年4月9日，佛蒙特·伯根在陶腾堡发现了此天体。
这颗小行星的绝对星等为213.7325049113316等。